# Historia de Utah
La Historia de Utah es un examen de la historia humana y actividad social dentro del estado de Utah localizado en el oeste de los Estados Unidos.

## Primeros pueblos

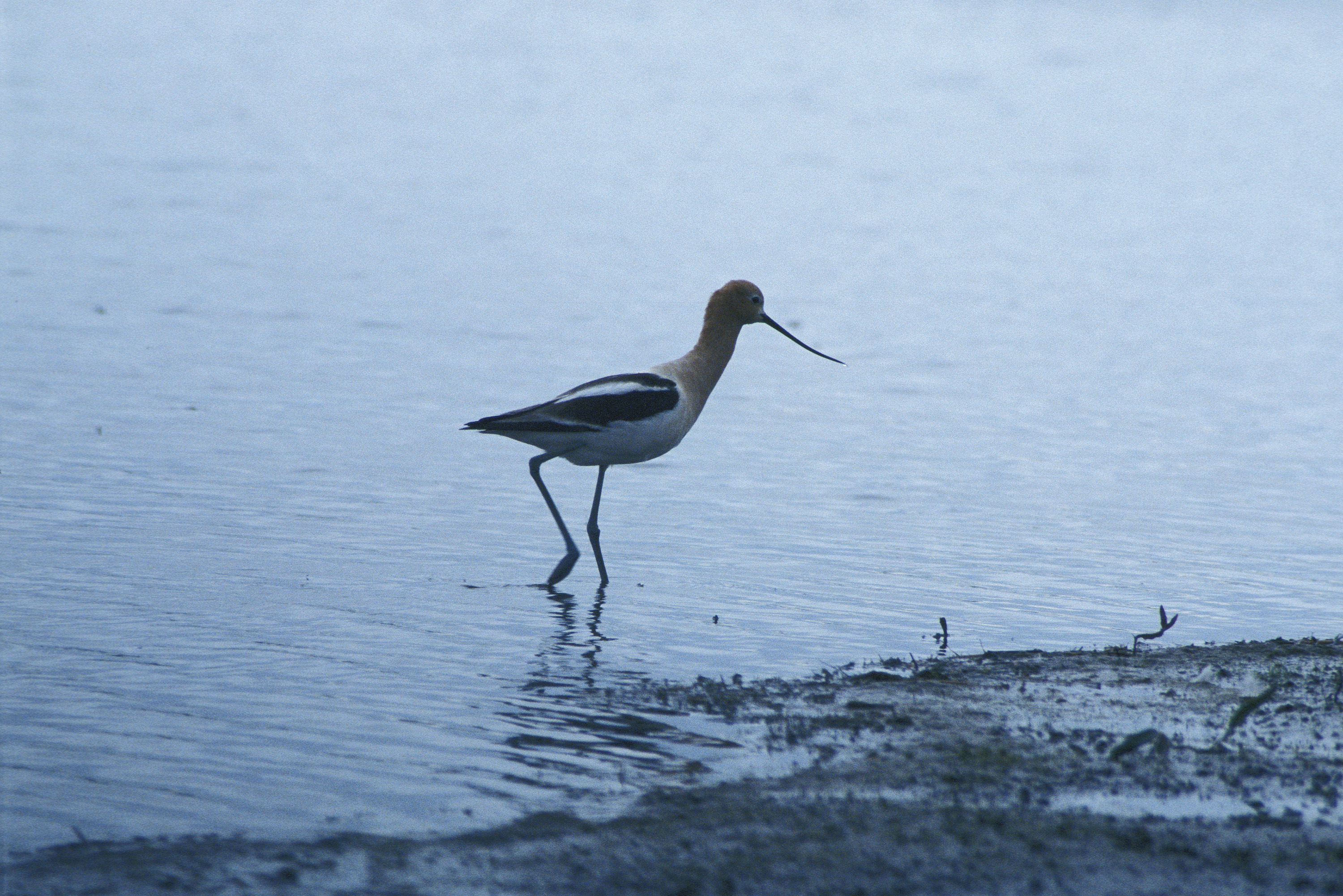
Avoceta americana en el ecosistema húmedo (Refugio de aves migratorias del río Oso).

Los amerindios han vivido en los que hoy es Utah durante varios miles de años. Muchas pruebas arqueológicas de los primeros pobladores datan de 10.000 y 12.000 años atrás. Estos pueblos paleolíticos vivieron cerca de los pantanos y marismas del Great Basin, donde había abundancia de peces, pájaros, y animales como el bisonte, el mamut y ground sloths, también fueron atraídos por las fuentes agua. A lo largo de los siglos, la megafauna desapareció, mientras que el bisonte, el ciervo mulo y el antílope se convirtieron en los predominantes.

## Exploración europea

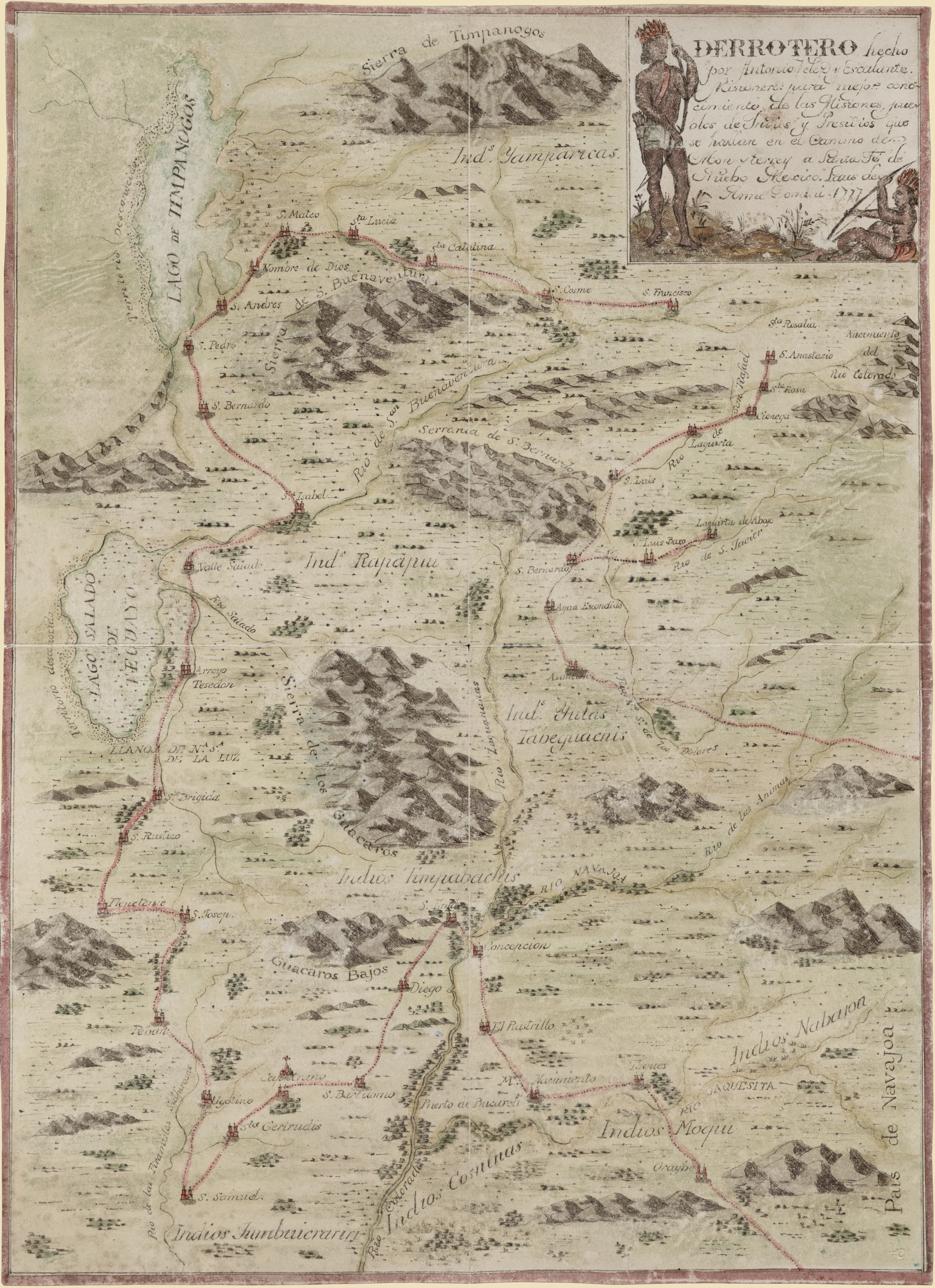
Expedición de Domínguez y Escalante (1776)

El español Francisco Vázquez de Coronado podría haber cruzado lo que hoy es el sur de Utah en 1540, cuando estaba buscando la legendaria Cíbola.
Un grupo liderado por dos sacerdotes católicos - llamado en algunas ocasiones Expedición Domínguez-Escalante - salió de Santa Fe en 1776, esperando encontrar una ruta hacia la costa de California. La expedición viajó al norte del Lago Utah y se encontró con Los tramperos —incluyendo Jim Bridger— habrían comenzado a explorar algunas regiones de Utah desde principios de 1800. La ciudad de Provo fue nombrada por el trampero francocanadiense, Étienne Provost, que visitó la zona en 1825 y fundó dos puestos comerciales. A la ciudad de Ogden se la llamó así por un líder de brigada de la Compañía de la Bahía de Hudson, Peter Skene Ogden.

## Asentamiento mormón
Los miembros de La Iglesia de Jesucristo de los Santos de los Últimos Días, conocidos como pioneros mormones, llegaron por primera vez al Valle del Lago Salado el 24 de julio de 1847. En esa época, el territorio que se convertiría en el estado de Utah estaba bajo control de México. Como consecuencia de la intervención estadounidense en México, la tierra se convirtió en territorio de los Estados Unidos después de la firma del Tratado de Guadalupe-Hidalgo, el 2 de febrero de 1848. El tratado fue ratificado por el senado de los Estados Unidos el 10 de marzo.

### Colonizando el desierto
A su llegada al Lago del Valle Salado, los mormones tuvieron que hacer literalmente un lugar para vivir. Crearon sistemas de irrigación, establecieron granjas, construyeron casas, iglesias y escuelas. El acceso al agua era crucial. Casi inmediatamente, Brigham Young se propuso identificar y reclamar más sitios para la comunidad.
Como era difícil encontrar áreas grandes en la Gran Cuenca donde las fuentes de agua fueran fiables y con ciclos de crecimiento lo suficientemente largos para realizar cultivos de importancia, se empezaron a formar comunidades satélite.
Poco después de que la primera compañía llegó al Valle del Lago Salado en 1847, la comunidad de Bountiful se asentó en el norte. En 1848, los colonos se trasladaron a las tierras compradas al trapero Miles Goodyear, en la actualidad Ogden. En 1849, se fundaron Tooele y Provo. También ese año, por invitación del jefe ute Wakara, los colonos se desplazaron al Valle Sanpete en el centro de Utah para establecer la comunidad de Manti.
Fillmore, pretendió ser la capital del nuevo territorio y fue establecida en 1851. En 1855, los esfuerzos misioneros destinados a las culturas nativas del Oeste americano llegaron a los puestos de avanzadilla en Fort Lemhi, Idaho, Las Vegas, Nevada y Elk Mountain en el centro-este de Utah

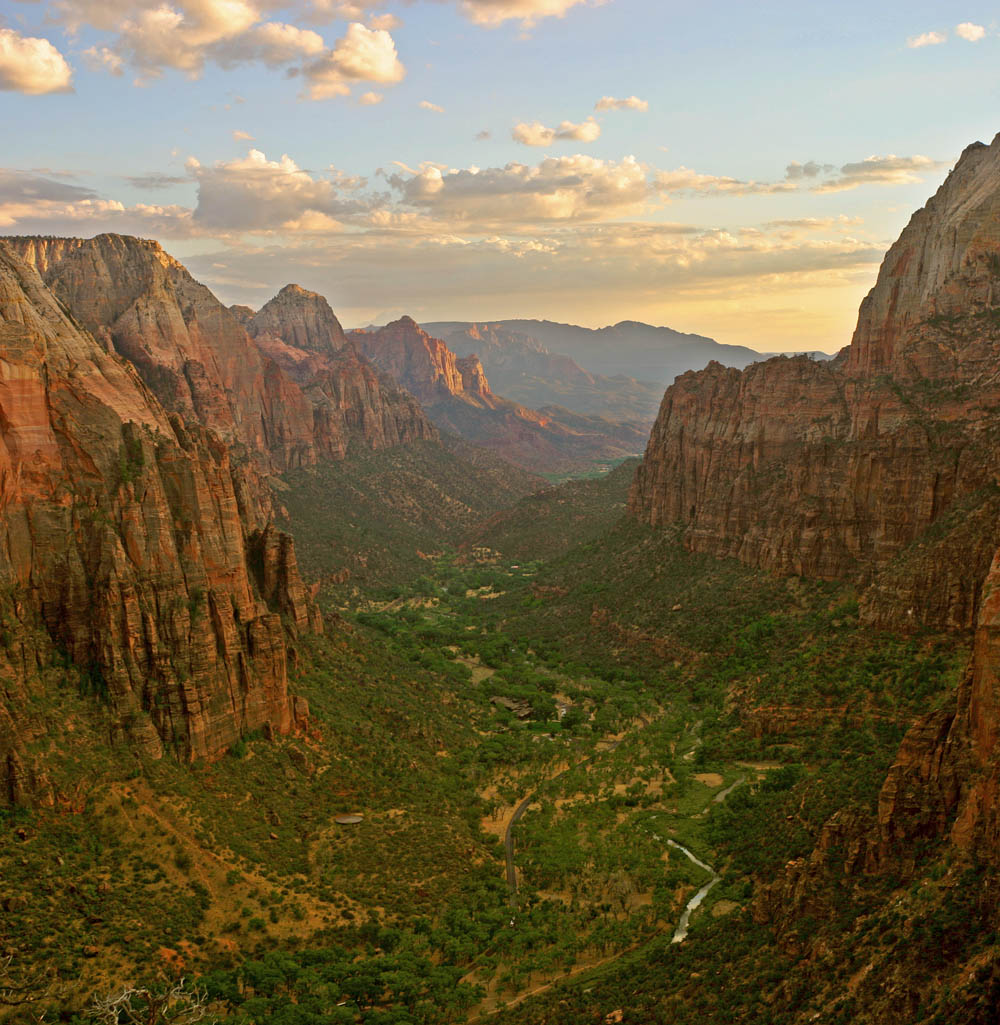
Parque nacional Zion

Las experiencias de los miembros que volvían del Batallón Mormón fueron también importantes en el establecimiento de nuevas comunidades. En su viaje al oeste, los soldados mormones identificaron ríos fiables y valles fluviales fértiles en Colorado, Arizona y en el sur de California. Además a medida que los hombres viajaban para reunirse con sus familias en el Valle del Lago Salado, se movieron hacia el sur de Nevada y de Utah. Jefferson Hunt, un oficial mayor de religión mormona del Batallón, buscó activamente lugares para asentarse, minerales y otras fuentes. Su informe animó a crear los asentamientos de 1851 en el Condado de Iron, cerca de la actual ciudad de Cedar. Estas exploraciones sureñas finalmente dieron lugar a los asentamientos mormones en St. George, La Vegas y San Bernadino, en California, así como a comunidades en el sur de Arizona.

### Estado de Deseret
La estatalidad fue pedida entre 1849 y 1850 utilizando el nombre de Deseret. El Estado propuesto de Deseret habría sido bastante grande, ocupando el actual Estado de Utah y parte de los actuales estados de Idaho, Nevada, Wyoming, Arizona, ORegón, Nuevo México y California. El nombre de Deseret era apoyado por el líder mormón Brigham Young como símbolo de la industria, y el nombre mismo derivaba de una referencia en el Libro de Mormón. La petición fue rechazada por el Congreso. Una razón del rachazo era la reticencia del Congreso a dar un trozo tan grande de tierra a un estado controlado y poblado por mormones. Otra razón era el bajo nivel poblacional, sin embargo, otros estados adquirieron la estatalidad con pequeñas poblaciones, pero lo hicieron sin la estigma de estar conectados con los mormones. No está claro cuánto sabía el Congreso de la práctica mormona de la poligamia en 1849 y 1850. De todas formas, la estatalidad fue denegada hasta el año 1896.

### Territorio de Utah
En 1850, el Territorio de Utah fue creado con el Compromiso de 1850, y Fillmore (más tarde el President Fillmore) fue designada como capital. En 1856, Salt Lake City remplazó a Fillmore como la capital del territorio. 
Las disputas entre los mormones y algunos en el gobierno se intensificaron después de que se conociera que La Iglesia de Jesucristo de los Santos de los Últimos Días practicara la poligamia. Las prácticas polígamas de los mormones, las cuales se hicieron públicas en 1854, fue una de las principales razones para denegar la estatalidad a Utah hasta 50 años después de que los mormones llegaran a la zona.
Después de la extensión de las noticias de que los mormones practicaban la poligamia, los miembros de los Iglesia SUD fueron vistos como antiamericanos y rebeldes. En 1857, después de que se extendiera una falsa rebelión, el presidente James Buchanan envió tropas en la Utah Expedition y para reemplazar a Brigham Young como gobernador por Alfred Cumming. A Young nunca se le dijo que había sido reemplazado ni porqué el presidente Buchanan pensó que sería necesaria la intervención del Ejército Estadounidense para llevar a cabo un simple cambio de oficina. El no-conflicto resultante es conocido como Guerra de Utah o Metedura de Pata de Buchanan (Buchanan's Blunder).
Mientras las tropas norteamericanas se acercaban a Salt Lake City, un grupo de colonos mormones nerviosos junto con los paiute atacaron y mataron a 120 inmigrantes de Arkansas en el sur de Utah. Este ataque sería conocido como la Masacre de Mountain Meadows. Esta masacre se convirtió en un muro de contención entre los líderes mormones y el gobierno federal durante años. Tan sólo un hombre, John D. Lee, fue acusado de los asesinatos, y fue ejecutado en el lugar de la masacre.

## SiglosXXyXXI
A principios del siglo XX, con el establecimiento de parques nacionales como el Bryce Canyon National Park y el Zion National Park, Utah empezó a ser conocida por su belleza natural. El sur de Utah se convirtió en un lugar famoso para filmar por su terreno árido y sus parajes como el Delicate Arch y "the Mittens" de Monument Valley los cuales son reconocidos de forma instantánea. Durante las décadas de los 50, 60 y 70 con la construcción del Sistema Interestatal de Autopistas, se hizo más fácil es acceso a las áreas del sur del estado.
En 1939, con el establecimiento del Alta Ski Area, Utah se ha convertido en un lugar muy conocido por los esquiadores. La nieve en polvo de la Cordillera Wasatch está considerada como la mejor zona del mundo para esquiar. Salt Lake City ganó en 1995 el litigo para ser la sede de los Juegos Olímpicos de Invierno de 2002, y este fue un gran impulso para su economía. Las estaciones de esquí han aumentado en popularidad, y muchas de las sedes olímpicas dispersas a través del Wasatch Front se siguen utilizando para eventos deportivos. Esto también estimuló el desarrollo del sistema de tren ligero en el Valle del Lago Salado, conocido como TRAX, y la reconstrucción del sistema de autopistas de la ciudad.
A finales del siglo XX, la ciudad creció rápidamente. En los 70, hubo un gran crecimiento en las afueras de las ciudades. Sandy fue una de las ciudades que más creció en todo el país y West Valley City es la segunda ciudad más grande del estado. Hoy en día, muchas de las áreas de Utah están viviendo un crecimiento asombroso.